# Radeon Pro
Radeon Pro é a marca de GPUs profissionais da AMD. Ela substituiu a marca FirePro da AMD em 2016. Em comparação com a marca Radeon para produtos de consumo/jogadores convencionais, a marca Radeon Pro destina-se ao uso em estações de trabalho e à execução de design auxiliado por computador (CAD), imagens geradas por computador (CGI), criação de conteúdo digital (DCC), computação de alto desempenho/aplicações GPGPU e criação e execução de programas e jogos de realidade virtual.
A linha de produtos Radeon Pro compete diretamente com a Nvidia, ou seja, sua linha Quadro (descontinuada) de placas de estação de trabalho profissionais.

## Produtos

### Série Radeon PRO

#### Radeon Pro Duo (2016)
A primeira placa a ser lançada com o nome Radeon Pro foi a Radeon Pro Duo de GPU dupla em abril de 2016. A placa possui 2 núcleos R9 Nano refrigerados a líquido e foi fortemente comercializada tanto para execução quanto para criação de conteúdo de realidade virtual com o slogan "Para jogadores que criam e criadores que jogam". A estética e o marketing do Pro Duo seguem os do restante dos produtos Fury da série 300.

#### Radeon Pro Duo (2017)
Em abril de 2017, a AMD anunciou uma nova versão do Radeon Pro Duo para lançamento no mês seguinte. A versão mais recente do Pro Duo utiliza GPUs duplas da arquitetura Polaris, usando as mesmas GPUs do WX7100. Embora isso resulte num menor número de unidades de computação e num desempenho teórico inferior, permite a inclusão de 32 GB GDDR5 SDRAM e uma placa de menor potência.

#### Radeon Pro SSG (Fiji)
Usando a arquitetura GCN 3 da AMD Radeon, a Radeon Pro SSG foi revelada em julho de 2016. SSG significa Solid State Graphics, e a placa acoplará o núcleo Fiji da AMD com armazenamento de estado sólido para aumentar o buffer de quadros para renderização. Esta expansão do armazenamento de acesso rápido irá, portanto, aliviar o problema de latência que ocorre quando uma GPU tem que recuperar informações de um dispositivo de armazenamento em massa por meio da CPU quando a VRAM limitada de uma placa está esgotada em cargas de trabalho pesadas. Os usuários poderão adicionar até 1 TB de memória flash NAND PCIe M.2 para melhorar os tempos de renderização e depuração. A AMD demonstrou um aumento de 5,3 vezes no desempenho na depuração de vídeo 8K. Este espaço de armazenamento SSD pode ser disponibilizado ao sistema operacional ou controlado inteiramente pela GPU. A placa Radeon Pro SSG baseada em Fiji estava disponível como um programa beta.

#### Radeon Pro SSG (Vega)
Em julho de 2017, a AMD lançou o Radeon Pro SSG baseado em Vega. A placa utiliza 16 GB de memória de alta largura de banda ECC de segunda geração (HBM2), uma atualização da placa de 4 GB de memória HBM de primeira geração. A placa Vega também aumentou o armazenamento de estado sólido integrado para 2 TB.

#### Radeon Vega Frontier Edition
A AMD anunciou em maio de 2017 a Radeon Vega Frontier Edition, com lançamento previsto para junho daquele ano. Embora não seja considerado um produto Pro, a placa é comercializada dentro da série Radeon Pro. A Radeon Vega Frontier Edition usa a nova "Next-Gen Compute Unit" e 16 GB de memória HBM2 para um desempenho esperado de 13,1 TFLOPs de precisão simples e 26,2 TFLOPs de meia precisão. No final, dois produtos Frontier Edition foram lançados com refrigeração a ar ou líquida. A parte de resfriamento líquido suportou um TDP mais alto e foi capaz de atingir e sustentar velocidades de clock mais altas, mas, de outra forma, os dois produtos têm especificações de hardware semelhantes.

### Série Radeon Pro V
A série Pro V foi anunciada em agosto de 2018 com a Radeon Pro V340 baseada em Vega. uma placa principal de GPU dupla para uso em virtualização de data center, suportando até 32 máquinas virtuais por vez, bem como vários outros usos potenciais para design auxiliado por computador, tarefas gerais de renderização e Desktop como serviço. Esperava-se que estivesse disponível no quarto trimestre daquele ano.

### Série Radeon Pro WX

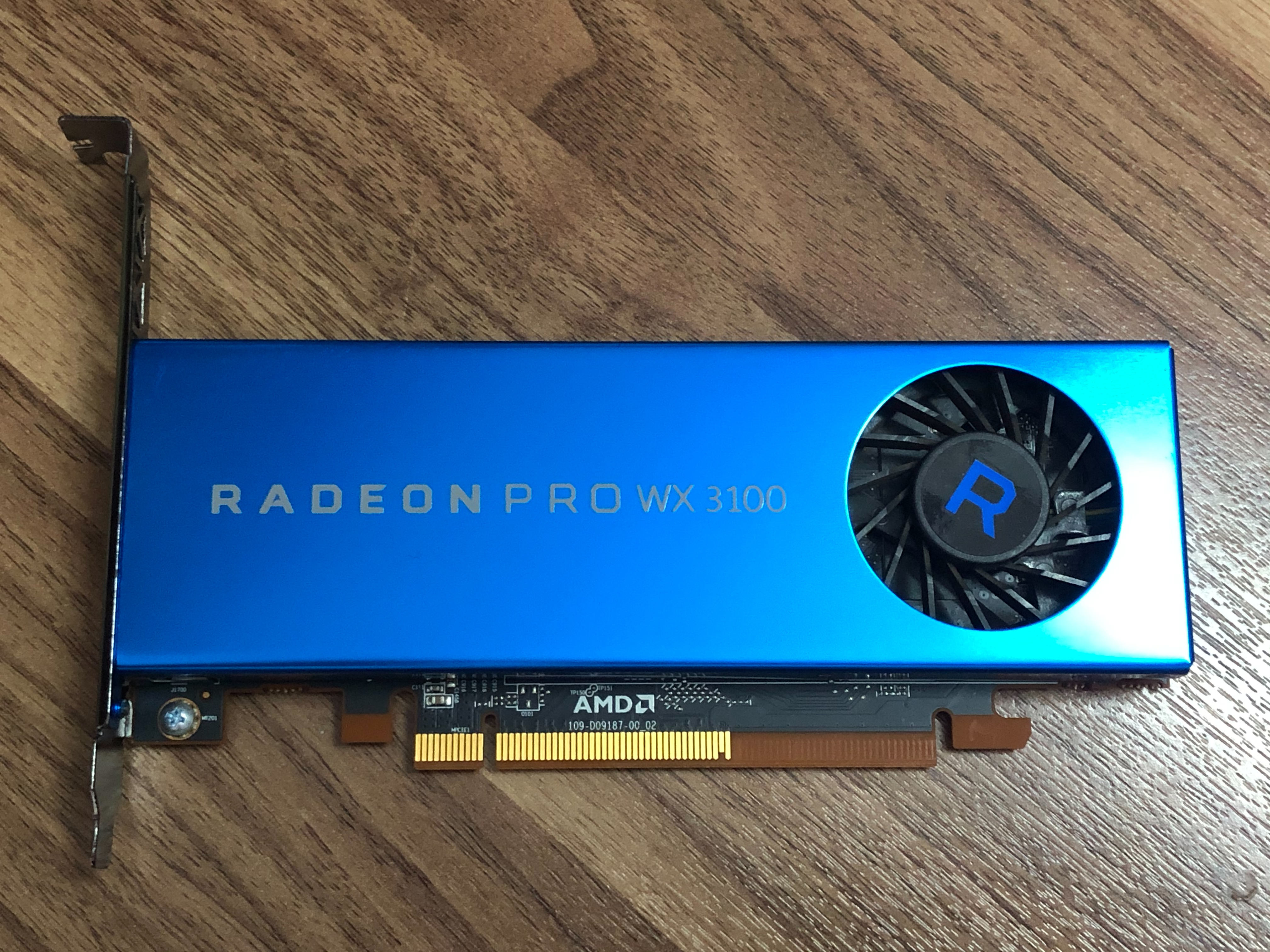
AMD Radeon Pro WX 3100

A série Radeon Pro WX são placas de vídeo projetadas especificamente para aplicações profissionais usadas em engenharia, design, criação de conteúdo e ciência. As primeiras placas Radeon Pro com o prefixo WX a serem anunciadas foram a WX 7100, a WX 5100 e a WX 4100 em julho de 2016. Essas placas baseadas em Polaris são mais uma vez destinadas ao mercado profissional tradicional e estão prontas para substituir as séries FirePro Wx100 e FirePro Wx300. Essas placas, junto com o Pro SSG, usarão o novo YInMn Blue, não tóxico e com baixo consumo de energia, descoberto por Mas Subramanian. Esta estética única da linha Radeon Pro irá distinguir os produtos profissionais da série Radeon para o consumidor.
A menor placa, a WX 4100 de meia altura, é comercializado para uso em estações de trabalho de formato pequeno. Projetado para mecanismos de conteúdo em tempo real e fabricação CAD e CAM, o WX 5100 se encaixa entre o WX 4100 e o WX 7100 em termos de desempenho, com este último mais uma vez comercializado com ênfase na aplicação de VR e outras criações de mídia, enquanto afirma ser "A solução de estação de trabalho mais acessível".
Em junho de 2017, a AMD anunciou a adição das placas de vídeo WX 2100 e WX 3100 de menor consumo de energia à série Radeon Pro WX. Ambas as placas são baseadas na GPU Polaris e são classificadas em 1,25 TFLOPS. O WX 2100 tem 2 GB de GDDR5 SDRAM, enquanto o WX 3100 tem 4 GB de memória GDDR5.
Em setembro de 2017, a AMD lançou o WX 9100 baseado na arquitetura Vega. A placa possui 16 GB de memória ECC HBM2 e é avaliado em 12,29 TFLOPS. Como o novo carro-chefe da linha WX, ele excede em muito o desempenho do antigo WX 7100, que é avaliado em 5,73 TFLOPS. O WX 9100 possui drivers certificados ISV (Independent Software Vendor) para aplicações profissionais, incluindo Siemens NX, PTC Creo, Dassault Systèmes CATIA e 3DExperience Platform, Dassault Systèmes SOLIDWORKS e Autodesk® Revit®. O WX 9100 é particularmente adequado para cargas de trabalho de missão crítica e modelagem científica complexa porque a memória ECC ajuda a corrigir "erros de bit único ou duplo como resultado da radiação de fundo natural".

### Série Radeon Pro 400
As peças do Mobile Radeon Pro foram reveladas pela primeira vez com o lançamento da atualização de 2016 para o Apple MacBook Pro de 15". Estas parecem ser peças derivadas do Polaris 11 com 10-16 unidades de computação GCN de 4ª geração, fornecendo entre 1 e 1,86 TFLOPS de desempenho.

### Série Radeon Pro 500
Lançada em conjunto com a atualização do Apple iMac de 2017, a série Radeon Pro 500 serve como GPUs para os iMacs com tela Retina 4K e 5K. A série 500 suporta de 2 a 8 GB de RAM gráfica com desempenho de 1,3 a 5,5 TFLOPS.

### Série Radeon Pro Vega
A linha de produtos de GPUs Radeon Pro Vega foi anunciada pela primeira vez em 2017 como parte do iMac Pro da Apple. Os dois modelos, Radeon Pro Vega 56 e 64, suportam 8 e 16 GB de memória HBM2, respectivamente. Em 30 de outubro de 2018, a Apple adicionou opções de atualização gráfica para sua linha de MacBook Pro de 15 polegadas, composta por Radeon Pro Vega 16 e 20. Derivado da GPU Vega 12 que era usada apenas em laptops da Apple, ambas as GPUs apresentam 4 GB de memória GB HBM2 e desempenho de até 3,3 TFLOPS.
A segunda geração, 7 nm Radeon Pro Vega II foi anunciada em 2019 como parte do computador desktop Mac Pro de terceira geração da Apple. O Pro Vega II suporta 32 GB de memória HBM2, enquanto o Pro Vega II Duo combina duas GPUs Vega e suporta 64 GB de memória HBM2. O Mac Pro suporta até duas placas gráficas Pro Vega II ou Pro Vega II Duo, permitindo que até quatro GPUs Vega e 128 GB de memória HBM2 sejam usados em um sistema.

#### Série Radeon Pro VII
A Radeon Pro VII foi anunciada em maio de 2020, como uma variante profissional da Radeon VII.

### Série Radeon Pro 5000/5000M
Lançado em conjunto com o Apple MacBook Pro de 16 polegadas de 2019. Dois modelos foram anunciados, o 5300M e o 5500M. Ambos possuem interfaces de memória GDDR6, com largura de banda de 192 GB/s. O 5500M suporta até 8 GB de GDDR6 e 4.0 TFLOPS. Em junho de 2020, um novo modelo de GPU 5600M com 8 GB de memória HBM2 foi lançado discretamente.

### Série Radeon Pro W5000/W5000M
A Radeon Pro W5700, baseada na arquitetura RDNA para estações de trabalho de mesa, foi lançada oficialmente em 19 de novembro de 2019. O modelo menor Radeon Pro W5500 foi lançado em fevereiro de 2020.

#### Série Radeon Pro W5000X
As placas da série RDNA Radeon Pro W5000X foram projetadas para o Mac Pro 2019 como placas MPX, que fazem interface por meio de PCIe e um segundo conector proprietário da Apple. Essas placas são a W5700X e a W5500X.

### Série Radeon Pro W6000/W6000M
As primeiras placas da série W6000 baseadas em RDNA2 foram anunciadas oficialmente em 8 de junho de 2021 e lançadas no terceiro trimestre de 2021, com as AMD Radeon Pro W6800, W6600 e W6600M para dispositivos móveis. Em 19 de janeiro de 2022, o W6400 também foi lançado.

#### Série Radeon Pro W6000X
As placas RDNA2 Radeon Pro série W6000X foram projetadas para o Mac Pro 2019 como placas MPX. Essas placas são W6900X, W6800X e W6600X.

### Série Radeon Pro W7000
As primeiras placas da série W7000 baseadas em RDNA 3 foram anunciadas oficialmente em 13 de abril de 2023, com as AMD Radeon Pro W7900 e W7800. Em 3 de agosto do mesmo ano, o W7600 e o W7500 foram anunciados. Em 13 de novembro, o W7700 foi anunciado.

## Software
A maior parte da computação profissional é feita com a ajuda das plataformas Radeon Open Compute e GPUOpen.

### Project Loom
Em um evento da AMD em 2016, o Project Loom foi anunciado como uma colaboração entre a AMD e a Radiant Images. O programa de costura de fotos e vídeos acelerado por GPU em tempo real complementará a plataforma de desenvolvimento de realidade virtual da AMD. Embora a costura de fotos tradicional não seja uma tarefa tão complexa, o Projeto Loom visa melhorar os tempos de renderização quando se tem a pesada carga de trabalho de costurar vários ângulos de alta resolução para formar uma experiência de RV de 360 graus, seja em fones de ouvido ou dispositivos móveis. Usando o protocolo Direct GMA da AMD, o software permite que as placas de vídeo Radeon Pro funcionem diretamente com o hardware de captura de vídeo para unir um vídeo de resolução 4K de 360 graus e 30 fps de 24 câmeras 1080p a 60 fps.
O software será competitivo com o VRWorks 360 Video SDK da Nvidia e, segundo informações, será disponibilizado como código aberto por meio do GPUOpen.

### ProRender
O sucessor do FireRender, o Radeon ProRender funciona com programas gráficos de ponta como um renderizador 3D offline fotorrealista OpenCL e um mecanismo de raytracing. O ProRender tem como objetivo competir com programas como o Iray da NVIDIA e outras soluções caras e proprietárias. No entanto, a AMD está tornando o ProRender gratuito e disponível para todos os hardwares gráficos. O ProRender foi lançado pela AMD em junho de 2016 com suporte para Blender, 3D Studio Max, SolidWorks e Maya.

### Driver
A API OpenGL 4.5 é suportada e a 4.6 está em desenvolvimento. A API Vulkan 1.0 é suportada por todos com arquitetura GCN. O Vulkan 1.1 (GCN 2ª geração e superior) será suportado com drivers atuais em 2018.
Assim como em outras arquiteturas de GPU, o desempenho de ponto flutuante depende da precisão e da geração de GCN:
Na 4ª Geração GCN, FP64 é 1/16 de FP32. Placas de vídeo gamer mais recentes têm taxas melhores, o que deve se refletir nas versões "Pro" derivadas mais recentes:
A placa de vídeo para jogos Radeon R9 295X2 teve seu tamanho aumentado para 1/8 FP32.
A placa de vídeo para jogos Radeon VII teve seu desempenho aumentado para 1/4 FP32.
A Radeon Pro Vega 20 tem a proporção aumentada para 1/2 FP32.
Na 5ª geração do GCN, FP16 é o dobro de FP32. Da 1ª à 4ª geração, era igual a FP32.
Para aqueles que exigem maior desempenho do FP64, uma forma de FP64 diferente da precisão dupla do IEEE pode ser emulada com as operações FP32 muito mais rápidas. O custo é cerca de ~1/3 do desempenho em comparação ao FP32, muito melhor do que o que o suporte nativo poderia fornecer.

## Tabela de chipset

### Workstation

#### Série Radeon PRO
| 2× | 8.9×109 596 mm2 |

| 2× | 4096:256:64 64 CU |

| 2× | 5.7×109 232 mm2 |

| 2× | 2304:128:32 36 CU |

1. 1 2 3  Os valores de boost (se disponíveis) são indicados abaixo do valor base em itálico.
2. ↑  A taxa de preenchimento de textura é calculada como o número de Unidades de Mapeamento de Textura multiplicado pela velocidade do clock do núcleo base (ou de boost).
3. ↑  A taxa de preenchimento de pixels é calculada como o número de unidades de saída de renderização multiplicado pela velocidade do clock do núcleo base (ou de boost).
4. ↑  O desempenho de precisão é calculado a partir da velocidade do clock do núcleo base (ou de boost) com base em uma operação FMA.
5. ↑  Shaders Unificados: Unidades de Mapeamento de Textura: Unidades de Saída de Renderização e unidade de computação (CU)

#### Série Radeon Pro WX x100
| Modelo (Codinome)               | Data de lançamento e preço        | Arquitetura Fab   | Transistores e Tamanho do die | Core              | Core        | Taxa de preenchimento | Taxa de preenchimento | Poder de processamento (GFLOPS) | Poder de processamento (GFLOPS) | Poder de processamento (GFLOPS) | Memória | Memória                 | Memória                      | Memória      | TBP   | Interface de barramento | Portas de saída gráfica   |
| Modelo (Codinome)               | Data de lançamento e preço        | Arquitetura Fab   | Transistores e Tamanho do die | Config            | Clock (MHz) | Texture (GT/s)        | Pixel (GP/s)          | Half                            | Single                          | Double                          | Tamanho | Largura de banda (GB/s) | Tipo e largura do barramento | Clock (MT/s) | TBP   | Interface de barramento | Portas de saída gráfica   |
| ------------------------------- | --------------------------------- | ----------------- | ----------------------------- | ----------------- | ----------- | --------------------- | --------------------- | ------------------------------- | ------------------------------- | ------------------------------- | ------- | ----------------------- | ---------------------------- | ------------ | ----- | ----------------------- | ------------------------- |
| Radeon Pro WX 2100 (Polaris 12) | 1 de junho de 2017 $149 USD       | GCN 4 GloFo 14 nm | 2.2×109 103 mm2               | 512:32:16 8 CU    | 925 1219    | 29.6 39.0             | 14.8 19.5             | 947 1,250                       | 947 1,250                       | 59.2 78                         | 2       | 48                      | GDDR5 64-bit                 | 6000         | 35 W  | PCIe 3.0 ×8             | 1× DP 1.4a 2× miniDP 1.4a |
| Radeon Pro WX 3100 (Polaris 12) | 1 de junho de 2017 $199 USD       | GCN 4 GloFo 14 nm | 2.2×109 103 mm2               | 512:32:16 8 CU    | 925 1219    | 29.6 39.0             | 14.8 19.5             | 947 1,250                       | 947 1,250                       | 59.2 78                         | 4       | 96                      | GDDR5 128-bit                | 6000         | 50 W  | PCIe 3.0 ×8             | 1× DP 1.4a 2× miniDP 1.4a |
| Radeon Pro WX 4100 (Polaris 11) | 10 de novembro de 2016 $399 USD   | GCN 4 GloFo 14 nm | 3.0×109 123 mm2               | 1024:64:16 16 CU  | 1125 1201   | 72 76.9               | 18 19.2               | 2,304 2,460                     | 2,304 2,460                     | 144 154                         | 4       | 96                      | GDDR5 128-bit                | 7000         | 50 W  | PCIe 3.0 ×8             | 4× miniDP 1.4a            |
| Radeon Pro WX 5100 (Polaris 10) | 18 de novembro de 2016 $499 USD   | GCN 4 GloFo 14 nm | 5.7×109 232 mm2               | 1792:112:32 28 CU | 713 1086    | 79.85 121.6           | 22.8 34.75            | 2,555 3,892                     | 2,555 3,892                     | 159.7 243.3                     | 8       | 160                     | GDDR5 256-bit                | 5000         | 75 W  | PCIe 3.0 ×16            | 4× DP 1.4a                |
| Radeon Pro WX 7100 (Polaris 10) | 10 de novembro de 216 $799 USD    | GCN 4 GloFo 14 nm | 5.7×109 232 mm2               | 2304:144:32 36 CU | 1188 1243   | 171 179               | 38 39.78              | 4,150 5,728                     | 5,474 5,728                     | 342.1 358                       | 8       | 224                     | GDDR5 256-bit                | 7000         | 130 W | PCIe 3.0 ×16            | 4× DP 1.4a                |
| Radeon Pro WX 9100 (Vega 10)    | 13 de setembro de 2017 $2,199 USD | GCN 5 GloFo 14 nm | 12.5×109 495mm2               | 4096:256:64 64 CU | 1200 1500   | 307.2 384.0           | 76.8 96.0             | 19,660 24,576                   | 9,830 12,288                    | 614.4 768                       | 16      | 484                     | HBM2 2048-bit                | 1890         | 230 W | PCIe 3.0 ×16            | 6× miniDP 1.4a            |

1. 1 2 3  Os valores de boost (se disponíveis) são indicados abaixo do valor base em itálico.
2. ↑  A taxa de preenchimento de textura é calculada como o número de Unidades de Mapeamento de Textura multiplicado pela velocidade do clock do núcleo base (ou de boost).
3. ↑  A taxa de preenchimento de pixels é calculada como o número de unidades de saída de renderização multiplicado pela velocidade do clock do núcleo base (ou de boost).
4. ↑  O desempenho de precisão é calculado a partir da velocidade do clock do núcleo base (ou de boost) com base em uma operação FMA.
5. ↑  Shaders Unificados: Unidades de Mapeamento de Textura: Unidades de Saída de Renderização e unidade de computação (CU)

#### Série Radeon Pro WX x200
| Modelo (Codinome)               | Data de lançamento e preço    | Arquitetura Fab   | Transistores e Tamanho do die | Core              | Core        | Taxa de preenchimento | Taxa de preenchimento | Poder de processamento (GFLOPS) | Poder de processamento (GFLOPS) | Poder de processamento (GFLOPS) | Memória | Memória                 | Memória                      | Memória      | TBP   | Interface de barramento | Portas de saída gráfica |
| Modelo (Codinome)               | Data de lançamento e preço    | Arquitetura Fab   | Transistores e Tamanho do die | Config            | Clock (MHz) | Texture (GT/s)        | Pixel (GP/s)          | Half                            | Single                          | Double                          | Tamanho | Largura de banda (GB/s) | Tipo e largura do barramento | Clock (MT/s) | TBP   | Interface de barramento | Portas de saída gráfica |
| ------------------------------- | ----------------------------- | ----------------- | ----------------------------- | ----------------- | ----------- | --------------------- | --------------------- | ------------------------------- | ------------------------------- | ------------------------------- | ------- | ----------------------- | ---------------------------- | ------------ | ----- | ----------------------- | ----------------------- |
| Radeon Pro WX 3200 (Polaris 23) | 2 de julho de 2019 $199 USD   | GCN 4 GloFo 14 nm | 2.2×109 103mm2                | 640:32:16 10 CU   | 1295        | 41.44                 | 20.72                 | 1,658                           | 1,658                           | 103.6                           | 4       | 96                      | GDDR5 128-bit                | 6000         | 50 W  | PCIe 3.0 ×8             | 4× mini-DP 1.4a         |
| Radeon Pro WX 8200 (Vega 10)    | 13 de agosto de 2018 $999 USD | GCN 5 GloFo 14 nm | 12.5×109 495mm2               | 3584:224:64 56 CU | 1200 1500   | 268.8 336.0           | 76.8 96.00            | 17,203 21,504                   | 8,601 10,752                    | 537.6 672.0                     | 8       | 512                     | HBM2 2048-bit                | 2000         | 230 W | PCIe 3.0 ×16            | 4× mini-DP 1.4a         |

1. 1 2 3  Os valores de boost (se disponíveis) são indicados abaixo do valor base em itálico.
2. ↑  A taxa de preenchimento de textura é calculada como o número de Unidades de Mapeamento de Textura multiplicado pela velocidade do clock do núcleo base (ou de boost).
3. ↑  A taxa de preenchimento de pixels é calculada como o número de unidades de saída de renderização multiplicado pela velocidade do clock do núcleo base (ou de boost).
4. ↑  O desempenho de precisão é calculado a partir da velocidade do clock do núcleo base (ou de boost) com base em uma operação FMA.
5. ↑  Shaders Unificados: Unidades de Mapeamento de Textura: Unidades de Saída de Renderização e unidade de computação (CU)

#### Radeon Pro Vega (para Apple Mac Pro)
| Modelo (Codinome)                | Data de lançamento e preço | Arquitetura Fab | Transistores e Tamanho da matriz | Core                          | Core        | Taxa de preenchimento | Taxa de preenchimento | Poder de processamento (GFLOPS) | Poder de processamento (GFLOPS) | Poder de processamento (GFLOPS) | Memória      | Memória                 | Memória                      | Memória      | TBP   | Interface de barramento | Portas de saída gráfica                    |
| Modelo (Codinome)                | Data de lançamento e preço | Arquitetura Fab | Transistores e Tamanho da matriz | Config                        | Clock (MHz) | Textura (GT/s)        | Pixel (GP/s)          | Half                            | Single                          | Double                          | Tamanho (GB) | Largura de banda (GB/s) | Tipo e largura do barramento | Clock (MT/s) | TBP   | Interface de barramento | Portas de saída gráfica                    |
| -------------------------------- | -------------------------- | --------------- | -------------------------------- | ----------------------------- | ----------- | --------------------- | --------------------- | ------------------------------- | ------------------------------- | ------------------------------- | ------------ | ----------------------- | ---------------------------- | ------------ | ----- | ----------------------- | ------------------------------------------ |
| Radeon Pro Vega II (Vega 20)     | 2019 $2,800 USD            | GCN 5 TSMC nm   | 13.23×109 331 mm2                | 4096:256:64 64 CU             | 1720        | 440.3                 | 110.1                 | 28,180                          | 14,090                          | 880                             | 32           | 1024                    | HBM2 4096-bit                | 2000         | 475 W | PCIe 3.0 ×16            | 4× Thunderbolt 3 (USB Type-C) 1× HDMI 2.0b |
| Radeon Pro Vega II Duo (Vega 20) | 2019 $5,600 USD            | GCN 5 TSMC nm   | 13.23×109 331 mm2                | \| 2× \| 4096:256:64 64 CU \| | 1720        | 2× 440.3              | 2× 110.1              | 2× 28,180                       | 2× 14,090                       | 2× 880                          | 2× 32        | 2× 1024                 | HBM2 2× 4096-bit             | 2000         | 475 W | PCIe 3.0 ×16            | 4× Thunderbolt 3 (USB Type-C) 1× HDMI 2.0b |
| 2×                               | 4096:256:64 64 CU          |                 |                                  |                               |             |                       |                       |                                 |                                 |                                 |              |                         |                              |              |       |                         |                                            |

1. 1 2 3  Valores de boost (se disponíveis) são indicados abaixo do valor base em itálico.
2. ↑  A taxa de preenchimento da textura é calculada como o número de Unidades de mapeamento de textura multiplicado pela velocidade básica (ou boost) do clock do núcleo.
3. ↑  A taxa de preenchimento de pixel é calculada como o número de Unidades de saída de renderização multiplicado pela velocidade de clock base (ou boost) do núcleo.
4. ↑  O desempenho de precisão é calculado a partir da velocidade básica (ou boost) do clock do núcleo com base em uma operação FMA.
5. ↑  Shaders Unificados: Unidades de Mapeamento de Textura: Unidades de Saída de Renderização e unidade de computação (CU)

#### AMD Radeon Pro VII
| Modelo (Codinome)        | Data de lançamento e preço    | Arquitetura Fab | Transistores e Tamanho do die | Core              | Core        | Taxa de preenchimento | Taxa de preenchimento | Poder de processamento (GFLOPS) | Poder de processamento (GFLOPS) | Poder de processamento (GFLOPS) | Memória | Memória                 | Memória                      | Memória      | TBP   | Interface de barramento | Portas de saída gráfica |
| Modelo (Codinome)        | Data de lançamento e preço    | Arquitetura Fab | Transistores e Tamanho do die | Config            | Clock (MHz) | Texture (GT/s)        | Pixel (GP/s)          | Half                            | Single                          | Double                          | Tamanho | Largura de banda (GB/s) | Tipo e largura do barramento | Clock (MT/s) | TBP   | Interface de barramento | Portas de saída gráfica |
| ------------------------ | ----------------------------- | --------------- | ----------------------------- | ----------------- | ----------- | --------------------- | --------------------- | ------------------------------- | ------------------------------- | ------------------------------- | ------- | ----------------------- | ---------------------------- | ------------ | ----- | ----------------------- | ----------------------- |
| Radeon Pro VII (Vega 20) | 13 de maio de 2020 $1,899 USD | GCN 5 TSMC 7 nm | 13.23×109 331 mm2             | 3840:240:64 60 CU | 1400 1700   | 336.0 408.0           | 89.6 108.8            | 21,504 26,112                   | 10,752 13,056                   | 5,376 6,528                     | 16      | 1024                    | HBM2 4096-bit                | 2000         | 250 W | PCIe 4.0 ×16            | 6× miniDP 1.4a          |

1. 1 2 3  Os valores de boost (se disponíveis) são indicados abaixo do valor base em itálico.
2. ↑  A taxa de preenchimento de textura é calculada como o número de Unidades de Mapeamento de Textura multiplicado pela velocidade do clock do núcleo base (ou de boost).
3. ↑  A taxa de preenchimento de pixels é calculada como o número de unidades de saída de renderização multiplicado pela velocidade do clock do núcleo base (ou de boost).
4. ↑  O desempenho de precisão é calculado a partir da velocidade do clock do núcleo base (ou de boost) com base em uma operação FMA.
5. ↑  Shaders Unificados: Unidades de Mapeamento de Textura: Unidades de Saída de Renderização e unidade de computação (CU)

#### Série Radeon Pro 5000 (para Apple iMac)
| Modelo (Codinome)          | Data de lançamento e preço       | Arquitetura Fab | Transistores e Tamanho da matriz | Core              | Core        | Taxa de preenchimento | Taxa de preenchimento | Poder de processamento (GFLOPS) | Poder de processamento (GFLOPS) | Poder de processamento (GFLOPS) | Memória      | Memória                 | Memória                      | Memória      | TDP   | Interface de barramento | Portas de saída gráfica      |
| Modelo (Codinome)          | Data de lançamento e preço       | Arquitetura Fab | Transistores e Tamanho da matriz | Config            | Clock (MHz) | Textura (GT/s)        | Pixel (GP/s)          | Half                            | Single                          | Double                          | Tamanho (GB) | Largura de banda (GB/s) | Tipo e largura do barramento | Clock (MT/s) | TDP   | Interface de barramento | Portas de saída gráfica      |
| -------------------------- | -------------------------------- | --------------- | -------------------------------- | ----------------- | ----------- | --------------------- | --------------------- | ------------------------------- | ------------------------------- | ------------------------------- | ------------ | ----------------------- | ---------------------------- | ------------ | ----- | ----------------------- | ---------------------------- |
| Radeon Pro W5500 (Navi 14) | 10 de fevereiro de 2020 $399 USD | RDNA TSMC N7    | 6.4×109 158 mm2                  | 1408:88:32 22 CU  | 1744 1855   | 153.4 163.2           | 55.8 59.36            | 9,822 10,450                    | 4,911 5,224                     | 306.9 326.5                     | 8            | 224                     | GDDR6 128-bit                | 14000        | 125 W | PCIe 4.0 ×8             | 4× DP 1.4a                   |
| Radeon Pro W5700 (Navi 10) | 19 de novembro de 2019 $799 USD  | RDNA TSMC N7    | 10.3×109 251 mm2                 | 2304:144:64 36 CU | 1400 1880   | 201.6 270.7           | 89.6 120.3            | 12,902 17,330                   | 6,451 8,663                     | 403.2 541.4                     | 8            | 448                     | GDDR6 256-bit                | 14000        | 205 W | PCIe 4.0 ×16            | 5× miniDP 1.4a 1× USB Type-C |

1. 1 2 3  Valores de boost (se disponíveis) são indicados abaixo do valor base em itálico.
2. ↑  A taxa de preenchimento da textura é calculada como o número de Unidades de mapeamento de textura multiplicado pela velocidade básica (ou boost) do clock do núcleo.
3. ↑  A taxa de preenchimento de pixel é calculada como o número de Unidades de saída de renderização multiplicado pela velocidade de clock base (ou boost) do núcleo.
4. ↑  O desempenho de precisão é calculado a partir da velocidade básica (ou boost) do clock do núcleo com base em uma operação FMA.
5. ↑  Shaders Unificados: Unidades de Mapeamento de Textura: Unidades de Saída de Renderização e unidade de computação (CU)

#### Série Radeon Pro W5000X (para Apple Mac Pro)
| Modelo (Codinome)           | Data de lançamento e preço      | Arquitetura Fab | Transistores e Tamanho da matriz | Core              | Core        | Taxa de preenchimento | Taxa de preenchimento | Poder de processamento (GFLOPS) | Poder de processamento (GFLOPS) | Poder de processamento (GFLOPS) | Memória      | Memória                 | Memória                      | Memória      | TDP   | Interface de barramento | Portas de saída gráfica       |
| Modelo (Codinome)           | Data de lançamento e preço      | Arquitetura Fab | Transistores e Tamanho da matriz | Config            | Clock (MHz) | Textura (GT/s)        | Pixel (GP/s)          | Half                            | Single                          | Double                          | Tamanho (GB) | Largura de banda (GB/s) | Tipo e largura do barramento | Clock (MT/s) | TDP   | Interface de barramento | Portas de saída gráfica       |
| --------------------------- | ------------------------------- | --------------- | -------------------------------- | ----------------- | ----------- | --------------------- | --------------------- | ------------------------------- | ------------------------------- | ------------------------------- | ------------ | ----------------------- | ---------------------------- | ------------ | ----- | ----------------------- | ----------------------------- |
| Radeon Pro W5500X (Navi 14) | 2020                            | RDNA TSMC N7    | 6.4×109 158 mm2                  | 1536:96:32 24 CU  | 1757        | 163.2                 | 59.36                 | 11,200                          | 5,600                           | 326.5                           | 8            | 224                     | GDDR6 128-bit                | 14000        | 130 W | PCIe 4.0 ×8             | 2× HDMI 2.0b                  |
| Radeon Pro W5700X (Navi 10) | 11 de dezembro de 2019 $799 USD | RDNA TSMC N7    | 10.3×109 251 mm2                 | 2560:160:64 40 CU | 1243 1860   | 198.8 297.6           | 79.5 119.04           | 12,728 19,046                   | 6,364 9,523                     | 397.8 595.2                     | 16           | 448                     | GDDR6 256-bit                | 14000        | 250 W | PCIe 4.0 ×16            | 4× Thunderbolt 3 1× HDMI 2.0b |

1. 1 2 3  Valores de boost (se disponíveis) são indicados abaixo do valor base em itálico.
2. ↑  A taxa de preenchimento da textura é calculada como o número de Unidades de mapeamento de textura multiplicado pela velocidade básica (ou boost) do clock do núcleo.
3. ↑  A taxa de preenchimento de pixel é calculada como o número de Unidades de saída de renderização multiplicado pela velocidade de clock base (ou boost) do núcleo.
4. ↑  O desempenho de precisão é calculado a partir da velocidade básica (ou boost) do clock do núcleo com base em uma operação FMA.
5. ↑  Shaders Unificados: Unidades de Mapeamento de Textura: Unidades de Saída de Renderização e unidade de computação (CU)

#### Série Radeon Pro W6000
| Modelo (Codinome)          | Data de lançamento e preço     | Arquitetura Fab | Transistores e Tamanho da matriz | Core                 | Core        | Taxa de preenchimento | Taxa de preenchimento | Poder de processamento (GFLOPS) | Poder de processamento (GFLOPS) | Poder de processamento (GFLOPS) | Cache Infinito | Memória      | Memória                 | Memória                      | Memória      | TDP   | Interface de barramento | Portas de saída gráfica |
| Modelo (Codinome)          | Data de lançamento e preço     | Arquitetura Fab | Transistores e Tamanho da matriz | Config               | Clock (MHz) | Textura (GT/s)        | Pixel (GP/s)          | Half                            | Single                          | Double                          | Cache Infinito | Tamanho (GB) | Largura de banda (GB/s) | Tipo e largura do barramento | Clock (MT/s) | TDP   | Interface de barramento | Portas de saída gráfica |
| -------------------------- | ------------------------------ | --------------- | -------------------------------- | -------------------- | ----------- | --------------------- | --------------------- | ------------------------------- | ------------------------------- | ------------------------------- | -------------- | ------------ | ----------------------- | ---------------------------- | ------------ | ----- | ----------------------- | ----------------------- |
| Radeon Pro W6300 (Navi 24) | Outubro de 2022 ?              | RDNA 2 TSMC N6  | 5.4×109 107 mm2                  | 768:48:32:12 12 CU   | 1512 2040   | 72.58 97.92           | 48.38 65.28           | 4,644 6,267                     | 2.322 3,133                     | 145.1 195.8                     | 8 MB           | 2            | 64                      | GDDR6 32-bit                 | 16000        | 25 W  | PCIe 4.0 ×4             | nenhum                  |
| Radeon Pro W6400 (Navi 24) | 19 de janeiro de 2022 $229 USD | RDNA 2 TSMC N6  | 5.4×109 107 mm2                  | 768:48:32:12 12 CU   | 2331        | 111.9                 | 74.59                 | 7,161                           | 3,580                           | 223.8                           | 16 MB          | 4            | 128                     | GDDR6 64-bit                 | 16000        | 50 W  | PCIe 4.0 ×4             | 2× DP 1.4a              |
| Radeon Pro W6600 (Navi 23) | 8 de junho de 2021 $649 USD    | RDNA 2 TSMC N7  | 11.06×109 237 mm2                | 1792:112:64:28 28 CU | 2331 2903   | 261.1 325.1           | 149.2 185.8           | 16,709 20,809                   | 8,354 10,404                    | 522.1 650.3                     | 32 MB          | 8            | 224                     | GDDR6 128-bit                | 14000        | 130 W | PCIe 4.0 ×8             | 4× DP 1.4a              |
| Radeon Pro W6800 (Navi 21) | 8 de junho de 2021 $2,249 USD  | RDNA 2 TSMC N7  | 26.8×109 520 mm2                 | 3840:240:96:60 60 CU | 2075 2320   | 498.0 556.8           | 199.2 222.7           | 31,872 35,635                   | 15,936 17,818                   | 996.0 1,114                     | 128 MB         | 32           | 512                     | GDDR6 256-bit                | 16000        | 250 W | PCIe 4.0 ×16            | 6× miniDP 1.4a          |

1. 1 2 3  Valores de boost (se disponíveis) são indicados abaixo do valor base em itálico.
2. ↑  A taxa de preenchimento da textura é calculada como o número de Unidades de mapeamento de textura multiplicado pela velocidade básica (ou boost) do clock do núcleo.
3. ↑  A taxa de preenchimento de pixel é calculada como o número de Unidades de saída de renderização multiplicado pela velocidade de clock base (ou boost) do núcleo.
4. ↑  O desempenho de precisão é calculado a partir da velocidade básica (ou boost) do clock do núcleo com base em uma operação FMA.
5. ↑  Shaders Unificados: Unidades de Mapeamento de Textura: Unidades de Saída de Renderização, Aceleradores Ray e unidade de computação (CU)

#### Série Radeon Pro W6000X (para Apple Mac Pro)
| 2× | 26.8×109 520 mm2 |

| 2× | 3840:240:96:60 60 CU |

| 2× | 432.0 474.9 |

| 2× | 172.8 189.9 |

| 2× | 27,648 30,397 |

| 2× | 13,824 15,199 |

| 2× | 864.0 949.9 |

1. 1 2 3  Valores de boost (se disponíveis) são indicados abaixo do valor base em itálico.
2. ↑  A taxa de preenchimento da textura é calculada como o número de Unidades de mapeamento de textura multiplicado pela velocidade básica (ou boost) do clock do núcleo.
3. ↑  A taxa de preenchimento de pixel é calculada como o número de Unidades de saída de renderização multiplicado pela velocidade de clock base (ou boost) do núcleo.
4. ↑  O desempenho de precisão é calculado a partir da velocidade básica (ou boost) do clock do núcleo com base em uma operação FMA.
5. ↑  Shaders Unificados: Unidades de Mapeamento de Textura: Unidades de Saída de Renderização, Aceleradores Ray e unidade de computação (CU)

#### Série Radeon Pro W7000
| Modelo (Codinome)          | Data de lançamento e preço     | Arquitetura Fab                    | Chiplets (ativo) | Transistores e Tamanho da matriz | Core                      | Core        | Taxa de preenchimento | Taxa de preenchimento | Poder de processamento (TFLOPS) | Poder de processamento (TFLOPS) | Poder de processamento (TFLOPS) | Cache Infinito | Memória      | Memória                 | Memória                      | Memória      | TDP   | Interface de barramento |
| Modelo (Codinome)          | Data de lançamento e preço     | Arquitetura Fab                    | Chiplets (ativo) | Transistores e Tamanho da matriz | Config                    | Clock (MHz) | Textura (GT/s)        | Pixel (GP/s)          | Half                            | Single                          | Double                          | Cache Infinito | Tamanho (GB) | Largura de banda (GB/s) | Tipo e largura do barramento | Clock (MT/s) | TDP   | Interface de barramento |
| -------------------------- | ------------------------------ | ---------------------------------- | ---------------- | -------------------------------- | ------------------------- | ----------- | --------------------- | --------------------- | ------------------------------- | ------------------------------- | ------------------------------- | -------------- | ------------ | ----------------------- | ---------------------------- | ------------ | ----- | ----------------------- |
| Radeon Pro W7500 (Navi 33) | 3 de agosto de 2023 $429 USD   | RDNA 3 TSMC N6                     | —                | 13.3×109 204 mm2                 | 1792:112:64 28:56:28 CU   | 1700        | 190.4                 | 108.8                 | 24.37                           | 12.19                           | 0.381                           | 32 MB          | 8            | 172                     | GDDR6 128-bit                | 18000        | 70 W  | PCIe 4.0 ×8             |
| Radeon Pro W7600 (Navi 33) | 3 de agosto de 2023 $599 USD   | RDNA 3 TSMC N6                     | —                | 13.3×109 204 mm2                 | 2048:128:64 32:64:32 CU   | 2440        | 312.3                 | 156.2                 | 39.98                           | 19.99                           | 0.625                           | 32 MB          | 8            | 288                     | GDDR6 128-bit                | 18000        | 130 W | PCIe 4.0 ×8             |
| Radeon Pro W7800 (Navi 31) | 13 de agosto de 2023 $2499 USD | RDNA 3 TSMC N5 (GCD) TSMC N6 (MCD) | 1 × GCD 4 × MCD  | 57.7×109 ~531 mm2                | 4480:280:128 70:128:70 CU | 2525        | 707                   | 323.2                 | 90.50                           | 45.25                           | 1.414                           | 64 MB          | 32           | 576                     | GDDR6 256-bit                | 18000        | 260 W | PCIe 4.0 ×16            |
| Radeon Pro W7900 (Navi 31) | 13 de abril de 2023 $3999 USD  | RDNA 3 TSMC N5 (GCD) TSMC N6 (MCD) | 1 × GCD 6 × MCD  | 57.7×109 ~531 mm2                | 6144:384:192 96:192:96 CU | 2495        | 958.1                 | 479                   | 122.6                           | 61.32                           | 1.916                           | 96 MB          | 48           | 864                     | GDDR6 384-bit                | 18000        | 295 W | PCIe 4.0 ×16            |

1. ↑  Tamanho aproximado do molde de todo o pacote MCM que consiste em um único GCD (Graphics Compute Die) e seis MCDs (Memory Cache Die).
A Radeon Pro W7800 possui apenas quatro MCDs ativos, um inativo é para suporte estrutural e dissipação de calor.
2. 1 2 3  Valores de boost (se disponíveis) são indicados abaixo do valor base em itálico.
3. ↑  A taxa de preenchimento da textura é calculada como o número de Unidades de mapeamento de textura multiplicado pela velocidade básica (ou boost) do clock do núcleo.
4. ↑  A taxa de preenchimento de pixel é calculada como o número de Unidades de saída de renderização multiplicado pela velocidade de clock base (ou boost) do núcleo.
5. ↑  O desempenho de precisão é calculado a partir da velocidade básica (ou boost) do clock do núcleo com base em uma operação FMA.
6. ↑  Shaders Unificados: Unidades de Mapeamento de Textura: Unidades de Saída de Renderização, Aceleradores Ray e unidade de computação (CU)

### Workstation Mobile

#### Série Radeon Pro WX x100 Mobile
- A potência de meia precisão (FP16) é igual à potência de precisão simples (FP32) na 4ª geração do GCN (na 5ª geração: meia precisão (FP16) = 2x SP (FP32))

| Modelo (Codinome)                        | Data de lançamento | Arquitetura Fab           | Transistores e Tamanho do die | Core              | Core        | Taxa de preenchimento | Taxa de preenchimento | Poder de processamento (GFLOPS) | Poder de processamento (GFLOPS) | Memória        | Memória                 | Memória                      | Memória      | TDP       | Interface de barramento |
| Modelo (Codinome)                        | Data de lançamento | Arquitetura Fab           | Transistores e Tamanho do die | Config            | Clock (MHz) | Texture (GT/s)        | Pixel (GP/s)          | Single                          | Double                          | Tamanho (GB/s) | Largura de banda (GB/s) | Tipo e largura do barramento | Clock (MT/s) | TDP       | Interface de barramento |
| ---------------------------------------- | ------------------ | ------------------------- | ----------------------------- | ----------------- | ----------- | --------------------- | --------------------- | ------------------------------- | ------------------------------- | -------------- | ----------------------- | ---------------------------- | ------------ | --------- | ----------------------- |
| Radeon Pro WX 2100 (Mobile) (Polaris 12) | 1 de março de 2017 | GCN 4 Samsung/GloFo 14LPP | 2.2×109 103 mm2               | 512:32:16 8 CU    | 925 1219    | 29.60 39.01           | 14.80 19.50           | 947.2 1,250                     | 59.20 78.02                     | 2              | 48                      | GDDR5 64-bit                 | 6000         | 35 W      | PCIe 3.0 ×16            |
| Radeon Pro WX 3100 (Mobile) (Polaris 12) | 1 de março de 2017 | GCN 4 Samsung/GloFo 14LPP | 2.2×109 103 mm2               | 512:32:16 8 CU    | 925 1219    | 29.60 39.01           | 14.80 19.50           | 947.2 1,250                     | 59.20 78.02                     | 4              | 96                      | GDDR5 128-bit                | 6000         | 50 W      | PCIe 3.0 ×16            |
| Radeon Pro WX 4130 (Mobile) (Polaris 11) | 1 de março de 2017 | GCN 4 Samsung/GloFo 14LPP | 3.0×109 123 mm2               | 640:40:16 10 CU   | 1002 1053   | 40.08 42.12           | 16.03 16.85           | 1,282 1,348                     | 80.16 84.24                     | 4              | 96                      | GDDR5 128-bit                | 6000         | 50 W      | PCIe 3.0 ×16            |
| Radeon Pro WX 4150 (Mobile) (Polaris 11) | 1 de março de 2017 | GCN 4 Samsung/GloFo 14LPP | 3.0×109 123 mm2               | 896:56:16 14 CU   | 1002 1053   | 56.11 58.97           | 16.03 16.85           | 1,796 1,887                     | 112.2 117.9                     | 4              | 96                      | GDDR5 128-bit                | 6000         | 45-50 W   | PCIe 3.0 ×16            |
| Radeon Pro WX 4170 (Mobile) (Polaris 11) | 1 de março de 2017 | GCN 4 Samsung/GloFo 14LPP | 3.0×109 123 mm2               | 1024:64:16 16 CU  | 1002 1201   | 64.12 76.86           | 16.03 19.22           | 2,052 2,460                     | 128.3 153.7                     | 4              | 112                     | GDDR5 128-bit                | 6000         | 50-60 W   | PCIe 3.0 ×16            |
| Radeon Pro WX 7100 (Mobile) (Polaris 10) | 1 de março de 2017 | GCN 4 Samsung/GloFo 14LPP | 5.7×109 232 mm2               | 2304:144:32 36 CU | 1188 1243   | 171.1 179.0           | 38.0 39.78            | 5,474 5,728                     | 342.1 358.0                     | 8              | 160                     | GDDR5 256-bit                | 5000         | 100-130 W | PCIe 3.0 ×16            |
| Radeon Pro WX 7130 (Mobile) (Polaris 10) | 1 de março de 2017 | GCN 4 Samsung/GloFo 14LPP | 5.7×109 232 mm2               | 2304:144:32 36 CU | 1188 1243   | 171.1 179.0           | 38.0 39.78            | 5,474 5,728                     | 342.1 358.0                     | 8              | 160                     | GDDR5 256-bit                | 5000         | 100-130 W | PCIe 3.0 ×16            |

1. 1 2 3  Os valores de boost (se disponíveis) são indicados abaixo do valor base em itálico.
2. ↑  A taxa de preenchimento de textura é calculada como o número de Unidades de Mapeamento de Textura multiplicado pela velocidade do clock do núcleo base (ou de boost).
3. ↑  A taxa de preenchimento de pixels é calculada como o número de unidades de saída de renderização multiplicado pela velocidade do clock do núcleo base (ou de boost).
4. ↑  O desempenho de precisão é calculado a partir da velocidade do clock do núcleo base (ou de boost) com base em uma operação FMA.
5. ↑  Shaders Unificados: Unidades de Mapeamento de Textura: Unidades de Saída de Renderização e unidade de computação (CU)

#### Série Radeon Pro 400 (para Apple MacBook Pro)
| Modelo (Codinome)           | Data de lançamento    | Arquitetura Fab   | Transistores e Tamanho do die | Core             | Core        | Taxa de preenchimento | Taxa de preenchimento | Poder de processamento (GFLOPS) | Poder de processamento (GFLOPS) | Poder de processamento (GFLOPS) | Memória      | Memória                 | Memória                      | Memória      | TDP  | Interface de barramento |
| Modelo (Codinome)           | Data de lançamento    | Arquitetura Fab   | Transistores e Tamanho do die | Config           | Clock (MHz) | Texture (GT/s)        | Pixel (GP/s)          | Half                            | Single                          | Double                          | Tamanho (GB) | Largura de banda (GB/s) | Tipo e largura do barramento | Clock (MT/s) | TDP  | Interface de barramento |
| --------------------------- | --------------------- | ----------------- | ----------------------------- | ---------------- | ----------- | --------------------- | --------------------- | ------------------------------- | ------------------------------- | ------------------------------- | ------------ | ----------------------- | ---------------------------- | ------------ | ---- | ----------------------- |
| Radeon Pro 450 (Polaris 11) | 30 de outubro de 2016 | GCN 4 GloFo 14 nm | 3.0×109 123 mm2               | 640:40:16 10 CU  | 800         | 32.00                 | 12.80                 | 1,024                           | 1,024                           | 64.00                           | 2            | 80                      | GDDR5 128-bit                | 5000         | 35 W | PCIe 3.0 ×8             |
| Radeon Pro 455 (Polaris 11) | 30 de outubro de 2016 | GCN 4 GloFo 14 nm | 3.0×109 123 mm2               | 768:48:16 12 CU  | 855         | 41.04                 | 13.68                 | 1,313                           | 1,313                           | 82.08                           | 2            | 80                      | GDDR5 128-bit                | 5000         | 35 W | PCIe 3.0 ×8             |
| Radeon Pro 460 (Polaris 11) | 30 de outubro de 2016 | GCN 4 GloFo 14 nm | 3.0×109 123 mm2               | 1024:64:16 16 CU | 850 907     | 54.40 58.05           | 13.60 14.51           | 1,741 1,858                     | 1,741 1,858                     | 108.8 116.1                     | 4            | 80                      | GDDR5 128-bit                | 5000         | 35 W | PCIe 3.0 ×8             |

1. 1 2 3  Os valores de boost (se disponíveis) são indicados abaixo do valor base em itálico.
2. ↑  A taxa de preenchimento de textura é calculada como o número de Unidades de Mapeamento de Textura multiplicado pela velocidade do clock do núcleo base (ou de boost).
3. ↑  A taxa de preenchimento de pixels é calculada como o número de unidades de saída de renderização multiplicado pela velocidade do clock do núcleo base (ou de boost).
4. ↑  O desempenho de precisão é calculado a partir da velocidade do clock do núcleo base (ou de boost) com base em uma operação FMA.
5. ↑  Shaders Unificados: Unidades de Mapeamento de Textura: Unidades de Saída de Renderização e unidade de computação (CU)

#### Série Radeon Pro 500 (para Apple iMac & MacBook Pro)
| Modelo (Codinome)            | Data de lançamento  | Arquitetura Fab   | Transistores e Tamanho do die | Core              | Core        | Taxa de preenchimento | Taxa de preenchimento | Poder de processamento (GFLOPS) | Poder de processamento (GFLOPS) | Poder de processamento (GFLOPS) | Memória      | Memória                 | Memória                      | Memória      | TDP   | Interface de barramento |
| Modelo (Codinome)            | Data de lançamento  | Arquitetura Fab   | Transistores e Tamanho do die | Config            | Clock (MHz) | Texture (GT/s)        | Pixel (GP/s)          | Half                            | Single                          | Double                          | Tamanho (GB) | Largura de banda (GB/s) | Tipo e largura do barramento | Clock (MT/s) | TDP   | Interface de barramento |
| ---------------------------- | ------------------- | ----------------- | ----------------------------- | ----------------- | ----------- | --------------------- | --------------------- | ------------------------------- | ------------------------------- | ------------------------------- | ------------ | ----------------------- | ---------------------------- | ------------ | ----- | ----------------------- |
| Radeon Pro 555 (Polaris 21)  | 6 de junho de 2017  | GCN 4 GloFo 14 nm | 3.0×109 123 mm2               | 768:48:16 12 CU   | 850         | 40.80                 | 13.60                 | 1,306                           | 1,306                           | 81.60                           | 2            | 81.60                   | GDDR5 128-bit                | 5100         | 50 W  | PCIe 3.0 ×16            |
| Radeon Pro 555X (Polaris 21) | 16 de julho de 2018 | GCN 4 GloFo 14 nm | 3.0×109 123 mm2               | 768:48:16 12 CU   | 907         | 43.54                 | 14.51                 | 1,393                           | 1,393                           | 87.07                           | 4            | 94.08                   | GDDR5 128-bit                | 5900         | 50 W  | PCIe 3.0 ×16            |
| Radeon Pro 560 (Polaris 21)  | 6 de junho de 2017  | GCN 4 GloFo 14 nm | 3.0×109 123 mm2               | 1024:64:16 16 CU  | 907         | 58.05                 | 14.51                 | 1,858                           | 1,858                           | 116.1                           | 4            | 81.28                   | GDDR5 128-bit                | 5100         | 50 W  | PCIe 3.0 ×16            |
| Radeon Pro 560X (Polaris 21) | 16 de julho de 2018 | GCN 4 GloFo 14 nm | 3.0×109 123 mm2               | 1024:64:16 16 CU  | 1004        | 64.26                 | 16.06                 | 2,056                           | 2,056                           | 128.5                           | 4            | 94.08                   | GDDR5 128-bit                | 5900         | 75 W  | PCIe 3.0 ×16            |
| Radeon Pro 570 (Polaris 20)  | 6 de junho de 2017  | GCN 4 GloFo 14 nm | 5.7×109 232 mm2               | 1792:112:32 28 CU | 1000 1105   | 112.0 123.8           | 32.00 35.36           | 3,584 3,960                     | 3,584 3,960                     | 224.0 247.5                     | 4            | 217.0                   | GDDR5 256-bit                | 6800         | 120 W | PCIe 3.0 ×16            |
| Radeon Pro 570X (Polaris 20) | 18 de março de 2019 | GCN 4 GloFo 14 nm | 5.7×109 232 mm2               | 1792:112:32 28 CU | 1000 1105   | 112.0 123.8           | 32.00 35.36           | 3,584 3,960                     | 3,584 3,960                     | 224.0 247.5                     | 4            | 217.6                   | GDDR5 256-bit                | 6800         | 150 W | PCIe 3.0 ×16            |
| Radeon Pro 575 (Polaris 20)  | 6 de junho de 2017  | GCN 4 GloFo 14 nm | 5.7×109 232 mm2               | 2048:128:32 32 CU | 1096        | 140.3                 | 35.07                 | 4,489                           | 4,489                           | 280.6                           | 4            | 217.0                   | GDDR5 256-bit                | 6800         | 120 W | PCIe 3.0 ×16            |
| Radeon Pro 575X (Polaris 20) | 18 de março de 2019 | GCN 4 GloFo 14 nm | 5.7×109 232 mm2               | 2048:128:32 32 CU | 1096        | 140.3                 | 35.07                 | 4,489                           | 4,489                           | 280.6                           | 4            | 217.6                   | GDDR5 256-bit                | 6800         | 150 W | PCIe 3.0 ×16            |
| Radeon Pro 580 (Polaris 10)  | 6 de junho de 2017  | GCN 4 GloFo 14 nm | 5.7×109 232 mm2               | 2304:144:32 36 CU | 1100 1200   | 158.4 172.8           | 35.2 38.4             | 5,069 5,530                     | 5,069 5,530                     | 316.8 345.6                     | 8            | 217.0                   | GDDR5 256-bit                | 6800         | 150 W | PCIe 3.0 ×16            |
| Radeon Pro 580X (Polaris 10) | 18 de março de 2019 | GCN 4 GloFo 14 nm | 5.7×109 232 mm2               | 2304:144:32 36 CU | 1100 1200   | 158.4 172.8           | 35.2 38.4             | 5,069 5,530                     | 5,069 5,530                     | 316.8 345.6                     | 8            | 218.9                   | GDDR5 256-bit                | 6800         | 185 W | PCIe 3.0 ×16            |

1. 1 2 3  Os valores de boost (se disponíveis) são indicados abaixo do valor base em itálico.
2. ↑  A taxa de preenchimento de textura é calculada como o número de Unidades de Mapeamento de Textura multiplicado pela velocidade do clock do núcleo base (ou de boost).
3. ↑  A taxa de preenchimento de pixels é calculada como o número de unidades de saída de renderização multiplicado pela velocidade do clock do núcleo base (ou de boost).
4. ↑  O desempenho de precisão é calculado a partir da velocidade do clock do núcleo base (ou de boost) com base em uma operação FMA.
5. ↑  Shaders Unificados: Unidades de Mapeamento de Textura: Unidades de Saída de Renderização e unidade de computação (CU)

#### Série Radeon Pro WX x200 Mobile
| Modelo (Codinome)                        | Data de lançamento | Arquitetura e Fab | Transistores e Tamanho do die | Core            | Core        | Taxa de preenchimento | Taxa de preenchimento | Poder de processamento (GFLOPS) | Poder de processamento (GFLOPS) | Poder de processamento (GFLOPS) | Memória      | Memória                 | Memória                      | Memória      | TDP  | Interface de barramento |
| Modelo (Codinome)                        | Data de lançamento | Arquitetura e Fab | Transistores e Tamanho do die | Config          | Clock (MHz) | Texture (GT/s)        | Pixel (GP/s)          | Half                            | Single                          | Double                          | Tamanho (GB) | Largura de banda (GB/s) | Tipo e largura do barramento | Clock (MT/s) | TDP  | Interface de barramento |
| ---------------------------------------- | ------------------ | ----------------- | ----------------------------- | --------------- | ----------- | --------------------- | --------------------- | ------------------------------- | ------------------------------- | ------------------------------- | ------------ | ----------------------- | ---------------------------- | ------------ | ---- | ----------------------- |
| Radeon Pro WX 3200 (Mobile) (Polaris 23) | 1 de março de 2017 | GCN 4 GloFo 14 nm | 2.2×109 103 mm2               | 640:32:16 10 CU | 1082 1295   | 34.62 41.44           | 17.31 20.72           | 1,385 1,658                     | 1,385 1,658                     | 86.56 103.6                     | 4            | 64                      | GDDR5 128-bit                | 4000         | 65 W | PCIe 3.0 ×8             |

1. 1 2 3  Os valores de boost (se disponíveis) são indicados abaixo do valor base em itálico.
2. ↑  A taxa de preenchimento de textura é calculada como o número de Unidades de Mapeamento de Textura multiplicado pela velocidade do clock do núcleo base (ou de boost).
3. ↑  A taxa de preenchimento de pixels é calculada como o número de unidades de saída de renderização multiplicado pela velocidade do clock do núcleo base (ou de boost).
4. ↑  O desempenho de precisão é calculado a partir da velocidade do clock do núcleo base (ou de boost) com base em uma operação FMA.
5. ↑  Shaders Unificados: Unidades de Mapeamento de Textura: Unidades de Saída de Renderização e unidade de computação (CU)

#### Série Radeon Pro Vega (para Apple iMac & MacBook Pro)
| Modelo (Codinome)             | Data de lançamento     | Arquitetura Fab   | Transistores e Tamanho da matriz | Core              | Core        | Taxa de preenchimento | Taxa de preenchimento | Poder de processamento (GFLOPS) | Poder de processamento (GFLOPS) | Poder de processamento (GFLOPS) | Memória      | Memória                 | Memória                      | Memória      | TDP   | Interface de barramento |
| Modelo (Codinome)             | Data de lançamento     | Arquitetura Fab   | Transistores e Tamanho da matriz | Config            | Clock (MHz) | Textura (GT/s)        | Pixel (GP/s)          | Half                            | Single                          | Double                          | Tamanho (GB) | Largura de banda (GB/s) | Tipo e largura do barramento | Clock (MT/s) | TDP   | Interface de barramento |
| ----------------------------- | ---------------------- | ----------------- | -------------------------------- | ----------------- | ----------- | --------------------- | --------------------- | ------------------------------- | ------------------------------- | ------------------------------- | ------------ | ----------------------- | ---------------------------- | ------------ | ----- | ----------------------- |
| Radeon Pro Vega 16 (Vega 12)  | 14 de novembro de 2018 | GCN 5 GloFo 14 nm | ?                                | 1024:64:32 16 CU  | 815 1190    | 52.16 76.16           | 26.08 38.08           | 3,338 4,874                     | 1,669 2,437                     | 104.3 152.3                     | 4            | 307.2                   | HBM2 1024-bit                | 2400         | 50 W  | PCIe 3.0 ×16            |
| Radeon Pro Vega 20 (Vega 12)  | 14 de novembro de 2018 | GCN 5 GloFo 14 nm | ?                                | 1280:80:32 20 CU  | 815 1283    | 65.20 102.6           | 26.08 41.06           | 4,173 6,569                     | 2,086 3,285                     | 130.4 205.3                     | 4            | 189.4                   | HBM2 1024-bit                | 1480         | 50 W  | PCIe 3.0 ×16            |
| Radeon Pro Vega 48 (Vega 10)  | 19 de março de 2019    | GCN 5 GloFo 14 nm | 12.5×109 495 mm2                 | 3072:192:64 48 CU | 1200        | 230.4                 | 76.80                 | 14,746                          | 7,373                           | 460.8                           | 8            | 402.4                   | HBM2 2048-bit                | 1572         | ?     | PCIe 3.0 ×16            |
| Radeon Pro Vega 56 (Vega 10)  | 17 de agosto de 2017   | GCN 5 GloFo 14 nm | 12.5×109 495 mm2                 | 3584:224:64 56 CU | 1138 1250   | 254.9 280.0           | 72.83 80.00           | 16,314 17,920                   | 8,157 8,960                     | 509.8 560.0                     | 8            | 402.4                   | HBM2 2048-bit                | 1572         | 120 W | PCIe 3.0 ×16            |
| Radeon Pro Vega 64 (Vega 10)  | 17 de junho de 2017    | GCN 5 GloFo 14 nm | 12.5×109 495 mm2                 | 4096:256:64 64 CU | 1250 1350   | 320.0 345.6           | 80.00 86.40           | 20,480 22,118                   | 10,240 11,059                   | 640.0 691.2                     | 16           | 402.4                   | HBM2 2048-bit                | 1572         | ?     | PCIe 3.0 ×16            |
| Radeon Pro Vega 64X (Vega 10) | 19 de março de 2023    | GCN 5 GloFo 14 nm | 12.5×109 495 mm2                 | 4096:256:64 64 CU | 1250 1468   | 320.0 375.8           | 80.00 93.95           | 20,480 24,051                   | 10,240 12,026                   | 640.0 751.6                     | 16           | 512.0                   | HBM2 2048-bit                | 2000         | ?     | PCIe 3.0 ×16            |

1. 1 2 3  Valores de boost (se disponíveis) são indicados abaixo do valor base em itálico.
2. ↑  A taxa de preenchimento da textura é calculada como o número de Unidades de mapeamento de textura multiplicado pela velocidade básica (ou boost) do clock do núcleo.
3. ↑  A taxa de preenchimento de pixel é calculada como o número de Unidades de saída de renderização multiplicado pela velocidade de clock base (ou boost) do núcleo.
4. ↑  O desempenho de precisão é calculado a partir da velocidade básica (ou boost) do clock do núcleo com base em uma operação FMA.
5. ↑  Shaders Unificados: Unidades de Mapeamento de Textura: Unidades de Saída de Renderização e unidade de computação (CU)

#### Série Radeon Pro 5000M (para Apple MacBook Pro)
| Modelo (Codinome)          | Data de lançamento     | Arquitetura Fab | Transistores e Tamanho da matriz | Core              | Core        | Taxa de preenchimento | Taxa de preenchimento | Poder de processamento (GFLOPS) | Poder de processamento (GFLOPS) | Poder de processamento (GFLOPS) | Memória      | Memória                 | Memória                      | Memória      | TDP | Interface de barramento |
| Modelo (Codinome)          | Data de lançamento     | Arquitetura Fab | Transistores e Tamanho da matriz | Config            | Clock (MHz) | Textura (GT/s)        | Pixel (GP/s)          | Half                            | Single                          | Double                          | Tamanho (GB) | Largura de banda (GB/s) | Tipo e largura do barramento | Clock (MT/s) | TDP | Interface de barramento |
| -------------------------- | ---------------------- | --------------- | -------------------------------- | ----------------- | ----------- | --------------------- | --------------------- | ------------------------------- | ------------------------------- | ------------------------------- | ------------ | ----------------------- | ---------------------------- | ------------ | --- | ----------------------- |
| Radeon Pro 5300M (Navi 14) | 13 de novembro de 2019 | RDNA TSMC N7    | 6.4×109 158 mm2                  | 1280:80:32 20 CU  | 1000 1250   | 80.00 100.0           | 32.00 40.00           | 5,120 6,400                     | 2,560 3,200                     | 160.0 200.0                     | 4            | 192                     | GDDR6 128-bit                | 12000        | 50W | PCIe 4.0 ×8             |
| Radeon Pro 5500M (Navi 14) | 13 de novembro de 2019 | RDNA TSMC N7    | 6.4×109 158 mm2                  | 1536:96:32 24 CU  | 1000 1300   | 96.00 124.8           | 32.00 41.60           | 6,144 8,908                     | 3,072 4,454                     | 192.0 278.4                     | 4 8          | 192                     | GDDR6 128-bit                | 12000        | 50W | PCIe 4.0 ×8             |
| Radeon Pro 5600M (Navi 12) | 15 de junho de 2020    | RDNA TSMC N7    | ?                                | 2560:160:64 40 CU | 1000 1035   | 160.0 165.6           | 64.00 66.24           | 10,240 10,598                   | 5,120 5,299                     | 320.0 331.2                     | 8            | 394                     | HBM2 2048-bit                | 1540         | 50W | PCIe 4.0 ×16            |

1. 1 2 3  Valores de boost (se disponíveis) são indicados abaixo do valor base em itálico.
2. ↑  A taxa de preenchimento da textura é calculada como o número de Unidades de mapeamento de textura multiplicado pela velocidade básica (ou boost) do clock do núcleo.
3. ↑  A taxa de preenchimento de pixel é calculada como o número de Unidades de saída de renderização multiplicado pela velocidade de clock base (ou boost) do núcleo.
4. ↑  O desempenho de precisão é calculado a partir da velocidade básica (ou boost) do clock do núcleo com base em uma operação FMA.
5. ↑  Shaders Unificados: Unidades de Mapeamento de Textura: Unidades de Saída de Renderização e unidade de computação (CU)

#### Série Radeon Pro W5000M
| Modelo (Codinome)           | Data de lançamento      | Arquitetura Fab | Transistores e Tamanho da matriz | Core             | Core        | Taxa de preenchimento | Taxa de preenchimento | Poder de processamento (GFLOPS) | Poder de processamento (GFLOPS) | Poder de processamento (GFLOPS) | Memória      | Memória                 | Memória                      | Memória      | TDP     | Interface de barramento |
| Modelo (Codinome)           | Data de lançamento      | Arquitetura Fab | Transistores e Tamanho da matriz | Config           | Clock (MHz) | Textura (GT/s)        | Pixel (GP/s)          | Half                            | Single                          | Double                          | Tamanho (GB) | Largura de banda (GB/s) | Tipo e largura do barramento | Clock (MT/s) | TDP     | Interface de barramento |
| --------------------------- | ----------------------- | --------------- | -------------------------------- | ---------------- | ----------- | --------------------- | --------------------- | ------------------------------- | ------------------------------- | ------------------------------- | ------------ | ----------------------- | ---------------------------- | ------------ | ------- | ----------------------- |
| Radeon Pro W5500M (Navi 14) | 10 de fevereiro de 2020 | RDNA TSMC N7    | 6.4×109 158 mm2                  | 1408:88:32 22 CU | 1000 1700   | 88.00 149.6           | 32.00 54.40           | 5,632 9,574                     | 2,816 4,787                     | 176.0 299.2                     | 4            | 224                     | GDDR6 128-bit                | 14000        | 65-85 W | PCIe 4.0 ×8             |

1. 1 2 3  Valores de boost (se disponíveis) são indicados abaixo do valor base em itálico.
2. ↑  A taxa de preenchimento da textura é calculada como o número de Unidades de mapeamento de textura multiplicado pela velocidade básica (ou boost) do clock do núcleo.
3. ↑  A taxa de preenchimento de pixel é calculada como o número de Unidades de saída de renderização multiplicado pela velocidade de clock base (ou boost) do núcleo.
4. ↑  O desempenho de precisão é calculado a partir da velocidade básica (ou boost) do clock do núcleo com base em uma operação FMA.
5. ↑  Shaders Unificados: Unidades de Mapeamento de Textura: Unidades de Saída de Renderização e unidade de computação (CU)

#### Série Radeon Pro W6000M
| Modelo (Codinome)           | Data de lançamento    | Arquitetura Fab | Transistores e Tamanho da matriz | Core                 | Core        | Taxa de preenchimento | Taxa de preenchimento | Poder de processamento (GFLOPS) | Poder de processamento (GFLOPS) | Poder de processamento (GFLOPS) | Cache Infinito | Memória      | Memória                 | Memória                      | Memória      | TDP     | Interface de barramento |
| Modelo (Codinome)           | Data de lançamento    | Arquitetura Fab | Transistores e Tamanho da matriz | Config               | Clock (MHz) | Textura (GT/s)        | Pixel (GP/s)          | Half                            | Single                          | Double                          | Cache Infinito | Tamanho (GB) | Largura de banda (GB/s) | Tipo e largura do barramento | Clock (MT/s) | TDP     | Interface de barramento |
| --------------------------- | --------------------- | --------------- | -------------------------------- | -------------------- | ----------- | --------------------- | --------------------- | ------------------------------- | ------------------------------- | ------------------------------- | -------------- | ------------ | ----------------------- | ---------------------------- | ------------ | ------- | ----------------------- |
| Radeon Pro W6300M (Navi 24) | 19 de janeiro de 2022 | RDNA 2 TSMC N6  | 5.4×109 107 mm2                  | 768:48:32:12 12 CU   | 2214        | 106.3                 | 70.8                  | 6,801                           | 3,401                           | 212.5                           | 8 MB           | 2            | 64                      | GDDR6 32-bit                 | 14000        | 25 W    | PCIe 4.0 ×4             |
| Radeon Pro W6500M (Navi 24) | 19 de janeiro de 2022 | RDNA 2 TSMC N6  | 5.4×109 107 mm2                  | 1024:64:32:16 16 CU  | 2588        | 165.6                 | 82.8                  | 10,478                          | 5,239                           | 327.4                           | 16 MB          | 4            | 128                     | GDDR6 64-bit                 | 14000        | 35-50 W | PCIe 4.0 ×4             |
| Radeon Pro W6600M (Navi 23) | 8 de junho de 2021    | RDNA 2 TSMC N7  | 11.06×109 237 mm2                | 1792:112:64:28 28 CU | 2200 2900   | 246.4 324.8           | 140.8 185.6           | 15,770 20,787                   | 7,885 10,394                    | 492.8 649.6                     | 32 MB          | 8            | 224                     | GDDR6 128-bit                | 14000        | 65-90 W | PCIe 4.0 ×16            |

1. 1 2 3  Valores de boost (se disponíveis) são indicados abaixo do valor base em itálico.
2. ↑  A taxa de preenchimento da textura é calculada como o número de Unidades de mapeamento de textura multiplicado pela velocidade básica (ou boost) do clock do núcleo.
3. ↑  A taxa de preenchimento de pixel é calculada como o número de Unidades de saída de renderização multiplicado pela velocidade de clock base (ou boost) do núcleo.
4. ↑  O desempenho de precisão é calculado a partir da velocidade básica (ou boost) do clock do núcleo com base em uma operação FMA.
5. ↑  Shaders Unificados: Unidades de Mapeamento de Textura: Unidades de Saída de Renderização, Aceleradores Ray e unidade de computação (CU)

### GPUs de data center

#### Série Radeon Pro V
| 2× | 12.5×109 495 mm2 |

| 2× | 3584:224:64:- 56 CU |

| 2× | 190.8 336.0 |

| 2× | 54.52 96.00 |

| 2× | 12,214 21,504 |

| 2× | 6,107 10,752 |

| 2× | 381.7 672.0 |

1. 1 2 3  Os valores de boost (se disponíveis) são indicados abaixo do valor base em itálico.
2. ↑  A taxa de preenchimento de textura é calculada como o número de Unidades de Mapeamento de Textura multiplicado pela velocidade do clock do núcleo base (ou de boost).
3. ↑  A taxa de preenchimento de pixels é calculada como o número de unidades de saída de renderização multiplicado pela velocidade do clock do núcleo base (ou de boost).
4. ↑  O desempenho de precisão é calculado a partir da velocidade do clock do núcleo base (ou de boost) com base em uma operação FMA.
5. ↑  Shaders Unificados: Unidades de Mapeamento de Textura: Unidades de Saída de Renderização e unidade de computação (CU)